# Elsa Jülich

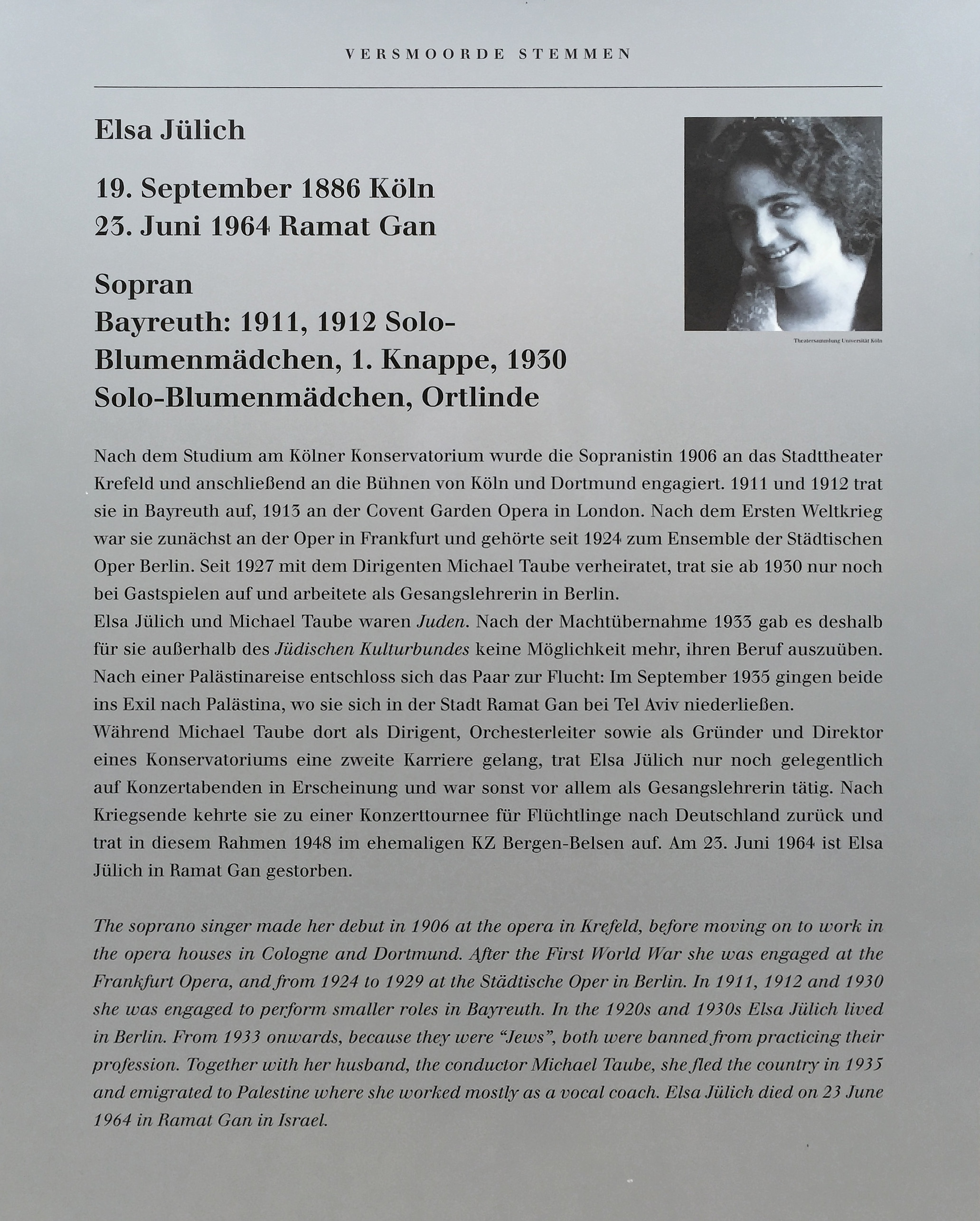
Gedenktafel für Elsa Jülich in Bayreuth, 2016

Elsa Jülich (19. September 1886 in Deutz bei Köln – 23. Juni 1964 in Ramat Gan, Israel) war eine deutsche Opernsängerin der Stimmlage Sopran, die nach Etablierung des NS-Regimes nicht mehr auftreten durfte und wegen der NS-Rassengesetzgebung nach Palästina emigrierte.

## Leben und Werk
Ihre Eltern waren der Kaufmann Emil Jülich (* 1854 Bad Godesberg † 1923 Köln) und Christina Jülich, geb. Harings. Emil Jülich war ein beliebter Dichterkomponist von kölschen Karnevalsliedern. Elsa Jülich studierte Gesang am Conservatorium der Musik in Coeln, der heutigen Hochschule für Musik und Tanz Köln, und debütierte 1907 am Stadttheater Krefeld. Dort war sie eine Spielzeit lang engagiert. Es folgten Verpflichtungen – für jeweils eine Spielzeit – am Opernhaus Köln und am Stadttheater Dortmund sowie – für jeweils zwei Spielzeiten – erneut am Stadttheater Krefeld und am Stadttheater Freiburg im Breisgau. Im Jahr 1919 folgte ein Engagement ans Bremer Stadttheater, wo sie im Januar 1920 in der Uraufführung von Manfred Gurlitts Oper Die Heilige, einer musikalischen Legende in 3 Vorgängen nach Carl Hauptmann, auftrat. Es dirigierte der Komponist. Laut Operissimo soll sie auch vor dem Ersten Weltkrieg am Hamburger Stadttheater, der heutigen Hamburgischen Staatsoper, verpflichtet gewesen sein und zwischen ihren Engagements in Bremen und Berlin im Ensemble des Stadttheaters Basel. In der Spielzeit 1921/22 gastierte sie am Opernhaus Frankfurt am Main in zwei zentralen Rollen: als Agathe in Carl Maria von Webers Freischütz in einer Festaufführung anlässlich des 100. Jahrestages der Uraufführung dieser Oper und als Eva in Richard Wagners Meistersingern von Nürnberg. Von 1924 bis 1929 war sie an der Deutschen Opernhaus  (ab 1925: Städtische Oper) in Berlin-Charlottenburg verpflichtet.
Zusätzlich zu ihren Festengagements absolvierte die Sängerin eine Reihe von Gastauftritten. Bei den Bayreuther Festspielen sang sie 1911 und 1912 zwei kleinere Rollen im Parsifal und 1930 die Ortlinde in der Walküre. Im Jahr 1913 gastierte sie als Jungfer Leitzmetzerin im Rosenkavalier am Royal Opera House Covent Garden in London. Weiters trat sie auch an der Staatsoper Unter den Linden in Berlin sowie in Wien, Paris und Amsterdam auf. Ihr Rollenspektrum war ziemlich weit gefächert, reichte es doch von Soubretten-Partien über die tiefer liegenden Hosenrollen Cherubino und Octavian bis zu den Fächern des jugendlich-dramatischen Soprans und des lyrischen Soprans.
Erfolge konnte die Sängerin auch im Konzertsaal erzielen. Sie trat mit dem von ihrem zweiten Ehemann gegründeten Neuen Kammerorchester auf und gab eine Reihe von Liederabenden, unter anderem mit einem Wagner-Programm 1931 in Lyon. Sie trat auch unter den Namen Jülich-de Vogt und Jülich-Taube auf.
Im Dezember 1913 heiratete Elsa Jülich in Freiburg im Breisgau den Schauspieler und Sänger Carl de Vogt (1885–1970). Das Paar hatte zwei Kinder: Ruth de Vogt, später verehel. Bruck (geboren um 1913), die nach dem Ende des Zweiten Weltkrieges als Chansonsängerin bekannt wurde, und Karl Franz de Vogt (1917–1999), der später als Filmproduzent tätig war. Jülich erteilte ihrer Tochter Gesangsunterricht und begründete so deren spätere Laufbahn. Vermutlich während eines Engagements an der Städtischen Oper Berlin lernte sie Michael Taube (1890–1972) kennen, einen an diesem Haus verpflichteten Korrepetitor und Kapellmeister. Nach der Scheidung von ihrem ersten Mann heiratete sie ihn im April 1927. Einer der Trauzeugen war der bekannte Pianist Georg Bertram.
Nach der Machtergreifung der Nationalsozialisten im Jahr 1933 konnten Elsa Jülich und ihr zweiter Ehemann wegen ihrer jüdischen Herkunft nicht mehr an staatlichen und städtischen Bühnen auftreten. Die Sängerin übernahm jedoch in der Saison 1933/1934 – im Rahmen des Jüdischen Kulturbundes – die Rolle der Rosaura in der Oper Die neugierigen Frauen von Ermanno Wolf-Ferrari. Im Jahr 1934 begleitete sie ihren Ehemann und den Tenor Joseph Schmidt auf eine Tournee durch Palästina. Im Mai 1935 kehrte das Ehepaar noch einmal nach Berlin zurück, um seine Auswanderung zu regeln und um die Wohnung in der Kaiserallee aufzulösen. Bei ihrem letzten Auftritt im Jüdischen Kulturbund im September 1935 sang Elsa Jülich Beethovens Arie „Ah, perfido!“, op. 65.
Jülich und ihr Ehemann waren ihrem Ausschluss aus der Reichsmusikkammer gemäß Paragraph 10 der „Ersten Durchführungsverordnung des Reichskulturkammergesetzes“ vom 22. August 1935 und dem damit verbundenen Berufsverbot durch ihre Emigration zuvorgekommen. Das Ehepaar ließ sich vorerst in Tel Aviv nieder, wo Taube im Jahr 1937 das Konservatorium in der Jehoasch-Straße gründete. Jülich arbeitete in Palästina überwiegend als Gesangslehrerin, wirkte aber auch in Konzerten des Konservatoriums oder des Palestine Orchestra mit. Mit diesem Klangkörper und mit den Sängerkollegen Marcel Noë und Leo Rjasanzew gab sie beispielsweise im Jahr 1937 ein Opernkonzert mit Ausschnitten von Bizets Carmen und Verdis Maskenball. Noë war bereits bei der Berliner Wolf-Ferrari-Produktion ihr Bühnenpartner, er sang dort den Leandro. Verbürgt ist auch ihre Mitwirkung an einer Aufführung von Beethovens Neunter Symphonie mit Dela Gotthelft, Marcel Noë, Vittorio Weinberg und dem Chor des Palestine Oratorien, dirigiert von Fordhaus Ben Tsissy. In den 1940er Jahren ließen sich Jülich und Taube in Ramat Gan (hebräisch רמת גן „Gartenhöhe“) nieder. Von 1939 bis 1945 fand auch ihre Tochter Zuflucht in Palästina.
Nach der bedingungslosen Kapitulation kehrte das Künstlerehepaar für eine Konzerttournee in Camps for Displaced Persons nach Deutschland zurück. Anfang 1948 konzertierten sie gemeinsam mit dem Cellisten Lev Aronson, einem KZ-Überlebenden, im DP-Camp Bergen-Belsen. 1956/57 kehrte Elsa Jülich allein nach Deutschland zurück, wo ihre Kinder lebten. Sie wohnte in West-Berlin, kehrte aber dann wieder nach Israel zurück.
Elsa Jülich starb am 23. Juni 1964 in Ramat Gan. Es bestehen keine veröffentlichten Tondokumente, allerdings ist ihre Stimme auf unveröffentlichten Mitschnitten des Labels Polyphon erhalten.

## Wesentliche Rollen
| Beethoven: - Marcelline im Fidelio Bizet: - Micaëla in Carmen d’Albert: - Arsinoë in Die toten Augen Montemezzi: - Fiora in L'amor dei tre Re Mozart: - Cherubino in Le nozze di Figaro - Pamina in Die Zauberflöte Puccini: - Mimi in La Bohème - Liù in Turandot |  | Richard Strauss: - Octavian in Der Rosenkavalier - Marianne Leitmetzerin in derselben Oper Verdi: - Elisabeth in Don Carlos Wagner: - Elisabeth im Tannhäuser - Eva in Die Meistersinger von Nürnberg - Ortlinde in Die Walküre - Gutrune in Götterdämmerung - Blumenmädchen, erster Knappe in Parsifal Weber: - Agathe und Ännchen in Der Freischütz Wolf-Ferrari: - Rosaura in Die neugierigen Frauen |